# Exposities van Piet Mondriaan
Dit is een (niet compleet) overzicht van de Exposities van Piet Mondriaan.

## 1890
- Tentoonstelling van Kunstwerken van Levende Meesters, Den Haag, twee werken.

## 1897
- Arti et Amicitiae en St. Lucas, Amsterdam.

## 1909
- Driemansexpositie in het Stedelijk Museum in Amsterdam met Kees Spoor en Jan Sluyters.

## 1911
- Kunstenaarsvereniging 'De Moderne Kunstkring', Stedelijk Museum, Amsterdam.

## 1913
- Galerie Der Sturm, Berlijn, twee schilderijen

## 1914
- Zürich.
- Praag.
- Walrecht, Den Haag.

## 1915
- Moderne Kunst, oktober, Stedelijk Museum, Amsterdam.[1]

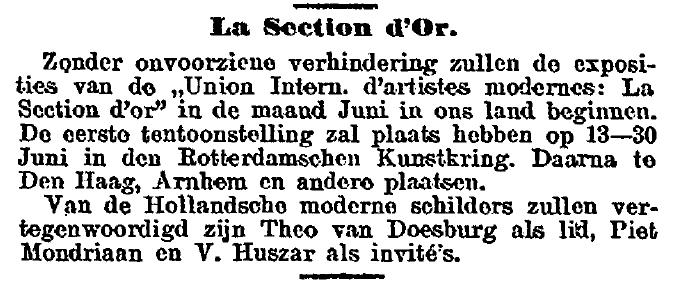
Aankondiging van La Section d'Or in de NRC 12 mei 1920.

## 1920
- La Section d'Or - Paris. Internationale tentoonstelling van werken van kubisten en neo kubisten, 20 juni-4 juli, Rotterdamsche Kunstkring, Rotterdam.
- La Section d'Or - Paris. Internationale tentoonstelling van werken van kubisten en neo kubisten, 11 juli-1 augustus, Haagsche Kunstkring, Den Haag.
- La Section d'Or - Paris. Internationale tentoonstelling van werken van kubisten en neo kubisten, augustus-september, Korenbeurs, Arnhem.
- La Section d'Or - Paris. Internationale tentoonstelling van werken van kubisten en neo kubisten, 23 oktober-7 november, Stedelijk Museum, Amsterdam.

## 1922
- 8e jaarlijkse tentoonstelling van de Hollandsche Kunstenaarskring, Stedelijk Museum, Amsterdam.

## 1923
- Grosse Berliner Kunstausstellung, Berlijn.

## 1925
- Dresden (onbekende galerie)

## 1926
- München.
- Internationale Kunstausstellung, Dresden
- Verenigde Staten, International Exhibition of Modern Art in het Brooklyn Museum

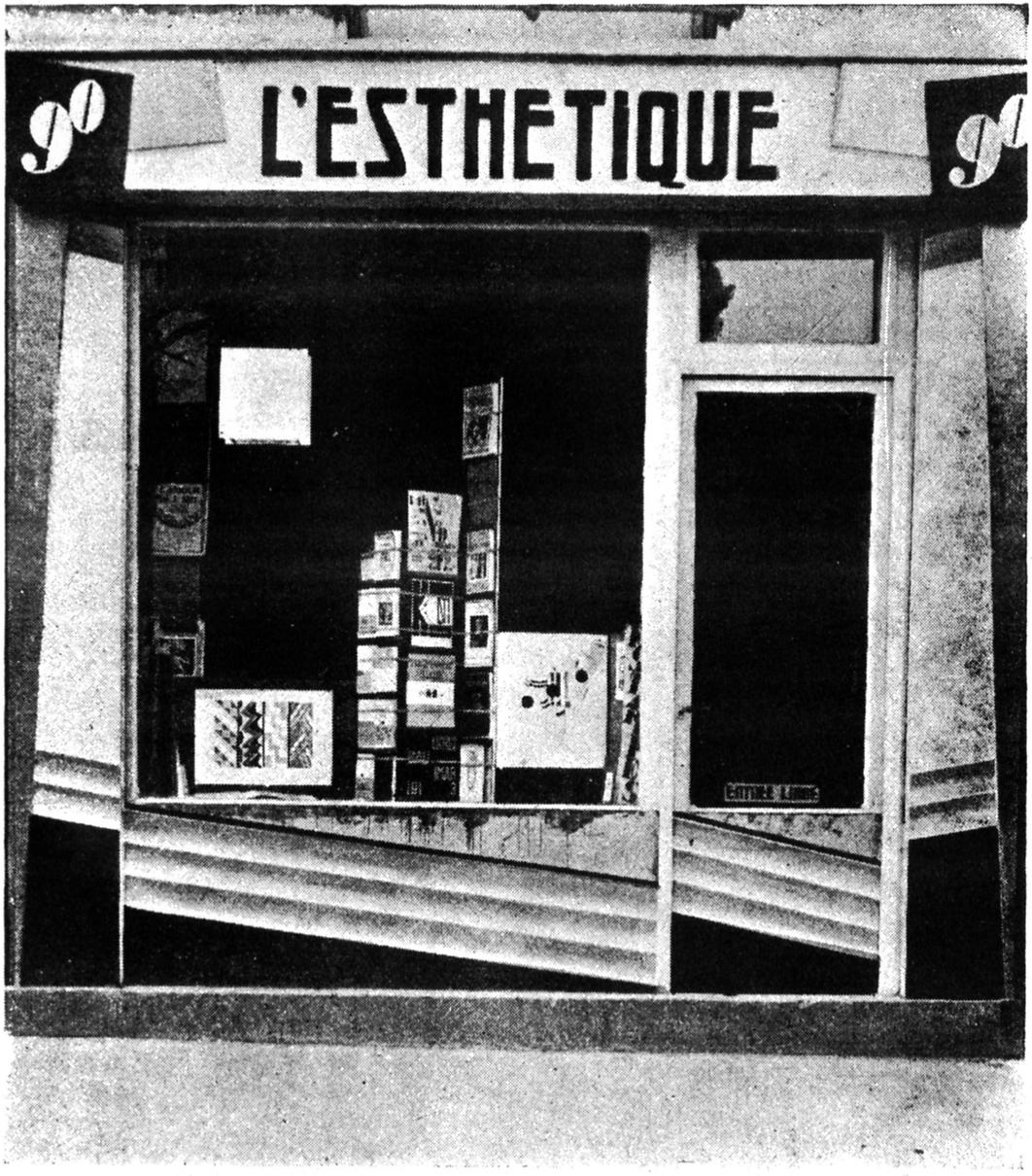
Boekhandel-galerie L'Esthétique, Boulevard du Montparnasse 90, Parijs.

## 1927
- Anderson Galleries, New York.
- Stadtische Kunsthalle, Mannheim.
- Salon des Tuileries.
- Boekhandel-galerie l'Esthétique, Parijs.
- Hollandse Schildersvereniging, Parijs.
- Tentoonstelling van de Onafhankelijken, Stedelijk Museum, Amsterdam

## 1928
- Raum fur Konstruktiven Kunst, Landesmuseum, Hannover.
- Architectuur, Schilder- en Bouwkunst-tentoonstelling, Stedelijk Museum, Amsterdam.[2]
- Salon des Tuileries.
- Galerie Jeanne Bucher in Parijs

## 1929
- ESAC. Expositions sélectes d'art contemporain, 2 oktober-eind november 1929, Stedelijk Museum, Amsterdam.[3]
- Kunsthaus Zürich, Zürich
- Abstrakte und Surrealistische Malerei und Plastiek en bij de kunstenaarsvereniging Die Juryfreien in München
- ESAC. Expositions sélectes d'art contemporain, 10 december 1929-5 januari 1930, Pulchri Studio, Den Haag.[4]

## 1930
- Cercle et Carré.
- AC. Internationell utställning av post-kubistisk konst, augustus, Parkrestauranten Stockholms utställningen, Stockholm.
- Production Paris 1930. Werke der Malerei und Plastik, 8 oktober-15 november, Kunstsalon Wolfsberg, Zürich.

## 1931
- New York,  Exhibition Presented by the Société Anonyme
- Landscape Painting in het Wadsworth Atheneum in Hartford, Connecticut
- L'Art Vivant en Europe in het Palais des Beaux Arts te Brussel
- Association '1940' in Galerie de la Renaissance in Parijs
- Abstraction in Cambridge, Massachusetts

## 1932
- De Bijenkorf, Rotterdam
- Stedelijk Museum in Amsterdam
- Galerie Zak in Parijs
- Museum of Modern Art, New York.
- kunsthandel Huinck en Scherjon

## 1934
- Twaalfde Salon des Tuileries
- Renaissance Society van de Universiteit van Chicago

## 1935
- "These, antithese, synthese" in het Kunstmuseum in Luzern
- Arts Club in Chicago
- Abstract Art in het Wadsworth Atheneum in Harthford, Connecticut

## 1936
- Cubism en Abstract Art, Museum of Modern Art, New York.

## 1937
- Walter P. Chrysler Jr. Collection in de Arts Club in Chicago
- Konstruktivisten in de Kunsthalle in Bazel,
- Museum of Modern Art in New York
- Entartete Kunst in München
- Origines et Developpment de l'Art International Independant in het Musée du Jeu de Paume in Parijs
- Liniens Sammenslutning in Kopenhagen
- Detroit Institute of Arts

## 1938
- Abstracte kunst, 2-24 april, Stedelijk Museum, Amsterdam.[5]

## 1939
- Living Art, The London Gallery.
- Guggenheim Jeune, Londen.
- Abstract and Concrete Art.
- Art in Our Time, Museum of Modern Art, New York.
- Gallatin's Gallery of Living Ar, New York.
- Salon des Réalistes Nouvelles, Renaissance plastique. 1re exposition (2me série). Oeuvres des artistes étrangers, 30 juni-15 juli, Galerie Charpentier, Parijs.

## 1940
- Schilderijen van bloemen, 7 september-5 oktober, kunsthandel Buffa, Amsterdam.[6]

## 1941
- American Association of Art.

## 1942
- Artists in Exile, Pierre Matisse Gallery, New York.
- American Abstract Artists, Fine Arts Gallery, New York.
- Abstract Painting by 25 American Artists, Museum of Living Art, New York.
- New Acquisitions and Extended Loans, Museum of Modern Art, New York.
- Masters of Abstract Art, Helena Rubinsteins New Art Center, New York.
- Valentine Dudensing Gallery, New York.

## 1943
- Modern Dutch Art van het Netherlands Information Bureau in New York.
- 15 Early and 15 Late Paintings bij de Art of this Century Gallery op de tentoonstelling Unity in Diversity.
- An Exhibition and a Contest, Nierendorf Gallery.
- New Acquisitions in the Museum of Modern Art in New York.
- Valentine Gallery.

## 1981
- Mondriaan; tekeningen aquarellen New Yorkse schilderijen, 20 maart-31 mei 1981, Gemeentemuseum Den Haag.
- Mondrian: drawings, 14 juli-20 september 1981, Baltimore.

## 1985
- La vibration des couleurs. Mondriaan, Sluijters en Gestel, 30 november 1985-1 februari 1986, Mondriaanhuis, Winterswijk.

## 1987
- Mondrian. From figuration to abstraction, juli, Seibu Bijutsu-kan (Seibu Museum voor Schone Kunsten), Tokio.
- Mondrian. From figuration to abstraction, Miyagi.
- Mondrian. From figuration to abstraction, Shiga.
- Mondrian. From figuration to abstraction, december, Fukuoka.

## 1988
- Piet Mondriaan: van figuratie naar abstractie, 19 februari-29 mei, Gemeentemuseum Den Haag.

## 1994
- Overzichtstentoonstelling, Stedelijk Museum, Amsterdam.

## 1996
- Meesters van het licht. Luministische schilderkunst in Nederland en Duitsland, 28 september-8 december, Kunsthal Rotterdam.

## 1997
- Vlaamse en Nederlandse schilderkunst, ?-13 juli, Palazzo Grassi, Venetië.

## 2003
- [naamloos], september-oktober 2003, Mondriaanhuis, Amersfoort.[7]

## 2008
- Mondriaan, 26 april t/m 26 oktober 2008 in het Gemeentemuseum Den Haag.[8]

## 2009
- Cezanne, Picasso, Mondriaan, in nieuw perspectief 17 oktober 2009 t/m 24 januari 2010  in het Gemeentemuseum Den Haag.[9]